# Jane (canção)
"Jane" é o segundo single lançado pela banda de pop rock Century, do seu álbum de estreia, ...And Soul It Goes. Foi lançado em 1986.
A música não conseguiu o mesmo sucesso que o single anterior, mas conseguiu entrar no Top 40 na parada musical da França, onde permaneceu por treze semanas.

## Faixas
7" Single
| N.º | Título         | Duração |  |
| 1.  | "Jane"         | 4:26    |  |
| 2.  | "Help Me Help" | 3:30    |  |

12" Single
| N.º | Título                | Duração |  |
| 1.  | "Jane" (Long Version) | 6:02    |  |
| 2.  | "Help Me Help"        | 3:20    |  |

Portugal 7" Single
| N.º | Título             | Duração |  |
| 1.  | "Jane"             | 4:21    |  |
| 2.  | "Self Destruction" | 5:25    |  |

## Posições nas paradas musicais
| País - Parada Musical | Melhor posição |
| --------------------- | -------------- |
| França - SNEP         | 35             |